# 伊登海姆
伊登海姆是德国莱茵兰-普法尔茨州的一个市镇。总面积7.73平方公里，总人口442人，其中男性204人，女性238人（2011年12月31日），人口密度57人/平方公里。